# Giro d’Italia 2025/16. Etappe
Die 16. Etappe des Giro d’Italia 2025 fand am 27. Mai 2025 statt. Sie endete mit der zweiten Bergankunft der 108. Austragung des italienischen Etappenrennens. Die Strecke führte von Piazzola sul Brenta über 203 Kilometer auf den Passo di San Valentino, wo sich das Ziel auf einer Höhe von 1315 Metern befand. Zuvor mussten drei weitere Anstiege absolviert werden. Nach der Etappe hatten die Fahrer insgesamt 2630,3 Kilometer zurückgelegt, was 76,39 % der Gesamtdistanz entspricht. Die Organisatoren der Rundfahrt bewerteten die Schwierigkeit der Etappe mit fünf von fünf Sternen.
Den Etappensieg sicherte sich der Italiener Christian Scaroni (XDS Astana Team), der sich vor seinem Teamkollegen Lorenzo Fortunato durchsetzte. Platz drei ging mit einem Rückstand von 55 Sekunden an Giulio Pellizzari (Red Bull-Bora-hansgrohe). Isaac Del Toro (UAE Team Emirates-XRG) verteidigte das Rosa Trikot, verlor jedoch Zeit im Gesamtklassement.

## Streckenverlauf
Der neutralisierte Start erfolgte in Piazzola sul Brenta auf dem Piazza Paolo Camerini vor der Villa Contarini. Im Anschluss ging es über die Via dei Belludi und Via Giuseppe Garibaldi auf die SP 94, wo das Rennen nach 6,5 Kilometern bei Due Albere-Ruzza-Zanella freigegeben wurde.
Nach dem offiziellen Start führte die Strecke über Carmignano di Brenta, Sandrigo und Thiene nach Piovene Rocchette, wo nach 39,2 Kilometern der erste Zwischensprint erfolgte. Nun folgten die Fahrer dem Astico auf der SP 350 stromaufwärts, ehe in Lastebasse die Auffahrt nach Carbonare (1074 m) begann. Nun begann die Straße stärker anzusteigen, ehe auf der Kuppe nach 75,3 Kilometern eine Bergwertung der 2. Kategorie abgenommen wurde. Die anschließende Abfahrt erfolgte auf der SS 349, die über Vigolo Vattaro nach Trient führte. Auf der SP 85 ging es nun im Schatten des Monte Bondone nach Candriai (960 m), wo nach 114,9 Kilometern eine Bergwertung der 1. Kategorie abgenommen wurde. Nach einer kurzen Abfahrt wurde Sopramonte erreicht, ehe es auf einem leicht abschüssigen Plateau in Richtung Süden ging. Vorbei am Castel Toblino führte die Strecke im Anschluss bei leichten Steigungsprozenten nach Cavedine, wo bei Kilometer 139 der zweite Zwischensprint ausgefahren wurde. Nach einer längeren Abfahrt ging es nun über Dro und Arco nach Bolognano, ehe die Auffahrt auf den Passo Santa Barbara (1169 m) erfolgte. Dieser wies auf einer Länge von 12,7 Kilometern eine durchschnittliche Steigung von 8,3 % auf und wurde 34,6 Kilometer vor dem Ziel überquert. Auf der Kuppe wurde eine Bergwertung der 1. Kategorie abgenommen. Im Anschluss ging es auf der SP88 über Ronzo-Chienis und Valle San Felice bergab nach Mori, das den Ausgangspunkt der Schlusssteigung markierte.
Der Schlussanstieg auf den Passo di San Valentino erfolgte über die SP 3. Sie wies auf einer Länge von 18,2 Kilometern eine durchschnittliche Steigung von 6,1 % auf. Dabei wechselten sich steilere Abschnitte mit zwei kurzen Flachstücken ab, die den Anstieg in drei Abschnitte teilten. Die ersten 7,3 Kilometer stiegen im Schnitt mit 6,7 % an, ehe die Straße in Brentonico zum ersten Mal abflachte. Hier wurde 10,3 Kilometer vor dem Ziel der Red Bull-Kilometer ausgefahren. Nach zwei flachen Kilometern folgte nun der anspruchsvollste Abschnitt, der auf einer Länge von 4,5 Kilometern mit 9,2 % ansteigt. Hier wurden zudem die maximalen Steigungsprozente von 14 % erreicht. Rund vier Kilometer vor dem Ziel flachte der Anstieg jedoch zusehends ab, ehe er drei Kilometer vor dem Ziel bei San Giacomo für rund 1000 Meter leicht abschüssig verlief. Die verbliebenen zwei Kilometer wiesen abschließend wieder einen Steigungsschnitt von etwa 9 % auf. Im Ziel wurde eine Bergwertung der 1. Kategorie abgenommen.
|                            | Ort                                         | Kilometer | Länge (km) | Höhe (m) | Ø Steigung | max. Steigung |
| -------------------------- | ------------------------------------------- | --------- | ---------- | -------- | ---------- | ------------- |
| neutralisierter Start      | Piazzola sul Brenta (Piazza Paolo Camerini) | −6,5      |            |          |            |               |
| offizieller Start          | Piazzola sul Brenta (SP94)                  | 0         |            |          |            |               |
| Zwischensprint             | Piovene Rocchette                           | 39,2      |            |          |            |               |
| Bergwertung (2. Kategorie) | Carbonare                                   | 75,3      | 12,9       | 1074     | 4,6 %      | 10 %          |
| Bergwertung (1. Kategorie) | Candriai                                    | 114,9     | 10,1       | 960      | 7,6 %      | 13 %          |
| Zwischensprint             | Cavedine                                    | 139       |            |          |            |               |
| Bergwertung (1. Kategorie) | Passo Santa Barbara                         | 168,4     | 12,7       | 1169     | 8,3 %      | 14 %          |
| Red Bull-Kilometer         | Brentonico                                  | 192,7     |            |          |            |               |
| Bergwertung (1. Kategorie) | Passo di San Valentino                      | 203       | 18,2       | 1315     | 6,1 %      | 14 %          |
| Ziel                       | Passo di San Valentino                      | 203       |            |          |            |               |

## Ergebnis
| \| Etappenergebnis \| Etappenergebnis \| Etappenergebnis \| Etappenergebnis \| Etappenergebnis \| \| Fahrer \| Fahrer \| Land \| Team \| Zeit \| \| --------------- \| ----------------- \| ---------------------- \| -------------------------- \| --------------- \| \| 1. \| Christian Scaroni \| Italien \| XDS Astana Team \| 5 h 35 min 05 s \| \| 2. \| Lorenzo Fortunato \| Italien \| XDS Astana Team \| + 0 s \| \| 3. \| Giulio Pellizzari \| Italien \| Red Bull-Bora-Hansgrohe \| + 55 s \| \| 4. \| Richard Carapaz \| Ecuador \| EF Education-EasyPost \| + 1 min 10 s \| \| 5. \| Derek Gee \| Kanada \| Israel-Premier Tech \| + 1 min 23 s \| \| 6. \| Jefferson Cepeda \| Ecuador \| Movistar Team \| + 1 min 43 s \| \| 7. \| Michael Storer \| Australien \| Tudor Pro Cycling Team \| + 1 min 52 s \| \| 8. \| Simon Yates \| Vereinigtes Königreich \| Team Visma \\| Lease a Bike \| + 1 min 52 s \| \| 9. \| Gijs Leemreize \| Niederlande \| Team Picnic-PostNL \| + 2 min 19 s \| \| 10. \| Yannis Voisard \| Schweiz \| Tudor Pro Cycling Team \| + 2 min 31 s \| |                   |                        |                            |                 |
| |                   |                        |                            |                 |
| Quelle: ProCyclingStats |                   |                        |                            |                 |
| Etappenergebnis |                   |                        |                            |                 |
| Fahrer | Fahrer            | Land                   | Team                       | Zeit            |
| 1. | Christian Scaroni | Italien                | XDS Astana Team            | 5 h 35 min 05 s |
| 2. | Lorenzo Fortunato | Italien                | XDS Astana Team            | + 0 s           |
| 3. | Giulio Pellizzari | Italien                | Red Bull-Bora-Hansgrohe    | + 55 s          |
| 4. | Richard Carapaz   | Ecuador                | EF Education-EasyPost      | + 1 min 10 s    |
| 5. | Derek Gee         | Kanada                 | Israel-Premier Tech        | + 1 min 23 s    |
| 6. | Jefferson Cepeda  | Ecuador                | Movistar Team              | + 1 min 43 s    |
| 7. | Michael Storer    | Australien             | Tudor Pro Cycling Team     | + 1 min 52 s    |
| 8. | Simon Yates       | Vereinigtes Königreich | Team Visma \| Lease a Bike | + 1 min 52 s    |
| 9. | Gijs Leemreize    | Niederlande            | Team Picnic-PostNL         | + 2 min 19 s    |
| 10. | Yannis Voisard    | Schweiz                | Tudor Pro Cycling Team     | + 2 min 31 s    |

## Gesamtstände
| \| Gesamtwertung \| Gesamtwertung \| Gesamtwertung \| Gesamtwertung \| Gesamtwertung \| \| Fahrer \| Fahrer \| Land \| Team \| Zeit \| \| ------------- \| ----------------- \| ---------------------- \| -------------------------- \| ---------------- \| \| 1. \| Isaac Del Toro \| Mexiko \| UAE Team Emirates XRG \| 61 h 31 min 56 s \| \| 2. \| Simon Yates \| Vereinigtes Königreich \| Team Visma \\| Lease a Bike \| + 26 s \| \| 3. \| Richard Carapaz \| Ecuador \| EF Education-EasyPost \| + 31 s \| \| 4. \| Derek Gee \| Kanada \| Israel-Premier Tech \| + 1 min 31 s \| \| 5. \| Damiano Caruso \| Italien \| Bahrain Victorious \| + 2 min 40 s \| \| 6. \| Egan Bernal \| Kolumbien \| Ineos Grenadiers \| + 3 min 23 s \| \| 7. \| Michael Storer \| Australien \| Tudor Pro Cycling Team \| + 3 min 31 s \| \| 8. \| Antonio Tiberi \| Italien \| Bahrain Victorious \| + 4 min 07 s \| \| 9. \| Giulio Pellizzari \| Italien \| Red Bull-Bora-Hansgrohe \| + 4 min 36 s \| \| 10. \| Adam Yates \| Vereinigtes Königreich \| UAE Team Emirates XRG \| + 5 min 08 s \| |                   |                        |                            |                  |
| |                   |                        |                            |                  |
| Quelle: ProCyclingStats |                   |                        |                            |                  |
| Gesamtwertung |                   |                        |                            |                  |
| Fahrer | Fahrer            | Land                   | Team                       | Zeit             |
| 1. | Isaac Del Toro    | Mexiko                 | UAE Team Emirates XRG      | 61 h 31 min 56 s |
| 2. | Simon Yates       | Vereinigtes Königreich | Team Visma \| Lease a Bike | + 26 s           |
| 3. | Richard Carapaz   | Ecuador                | EF Education-EasyPost      | + 31 s           |
| 4. | Derek Gee         | Kanada                 | Israel-Premier Tech        | + 1 min 31 s     |
| 5. | Damiano Caruso    | Italien                | Bahrain Victorious         | + 2 min 40 s     |
| 6. | Egan Bernal       | Kolumbien              | Ineos Grenadiers           | + 3 min 23 s     |
| 7. | Michael Storer    | Australien             | Tudor Pro Cycling Team     | + 3 min 31 s     |
| 8. | Antonio Tiberi    | Italien                | Bahrain Victorious         | + 4 min 07 s     |
| 9. | Giulio Pellizzari | Italien                | Red Bull-Bora-Hansgrohe    | + 4 min 36 s     |
| 10. | Adam Yates        | Vereinigtes Königreich | UAE Team Emirates XRG      | + 5 min 08 s     |

| Punktewertung | Punktewertung      | Punktewertung | Punktewertung              | Punktewertung |
| Fahrer        | Fahrer             | Land          | Team                       | Punkte        |
| ------------- | ------------------ | ------------- | -------------------------- | ------------- |
| 1.            | Mads Pedersen      | Dänemark      | Lidl-Trek                  | 240 P.        |
| 2.            | Olav Kooij         | Niederlande   | Team Visma \| Lease a Bike | 135 P.        |
| 3.            | Wout van Aert      | Belgien       | Team Visma \| Lease a Bike | 98 P.         |
| 4.            | Casper van Uden    | Niederlande   | Team Picnic-PostNL         | 88 P.         |
| 5.            | Isaac Del Toro     | Mexiko        | UAE Team Emirates XRG      | 80 P.         |
| 6.            | Orluis Aular       | Venezuela     | Movistar Team              | 67 P.         |
| 7.            | Alessandro Tonelli | Italien       | Team Polti VisitMalta      | 64 P.         |
| 8.            | Kaden Groves       | Australien    | Alpecin-Deceuninck         | 63 P.         |
| 9.            | Dries De Bondt     | Belgien       | Decathlon-AG2R La Mondiale | 63 P.         |
| 10.           | Kasper Asgreen     | Dänemark      | EF Education-EasyPost      | 60 P.         |

| Bergwertung | Bergwertung       | Bergwertung            | Bergwertung                   | Bergwertung |
| Fahrer      | Fahrer            | Land                   | Team                          | Punkte      |
| ----------- | ----------------- | ---------------------- | ----------------------------- | ----------- |
| 1.          | Lorenzo Fortunato | Italien                | XDS Astana Team               | 319 P.      |
| 2.          | Christian Scaroni | Italien                | XDS Astana Team               | 125 P.      |
| 3.          | Juan Ayuso        | Spanien                | UAE Team Emirates XRG         | 54 P.       |
| 4.          | Manuele Tarozzi   | Italien                | VF Group-Bardiani CSF-Faizanè | 50 P.       |
| 5.          | Pello Bilbao      | Spanien                | Bahrain Victorious            | 38 P.       |
| 6.          | Paul Double       | Vereinigtes Königreich | Team Jayco AlUla              | 36 P.       |
| 7.          | Sylvain Moniquet  | Belgien                | Cofidis                       | 32 P.       |
| 8.          | Isaac Del Toro    | Mexiko                 | UAE Team Emirates XRG         | 31 P.       |
| 9.          | Richard Carapaz   | Ecuador                | EF Education-EasyPost         | 28 P.       |
| 10.         | Nairo Quintana    | Kolumbien              | Movistar Team                 | 28 P.       |

| Nachwuchswertung | Nachwuchswertung        | Nachwuchswertung       | Nachwuchswertung        | Nachwuchswertung  |
| Fahrer           | Fahrer                  | Land                   | Team                    | Zeit              |
| ---------------- | ----------------------- | ---------------------- | ----------------------- | ----------------- |
| 1.               | Isaac Del Toro          | Mexiko                 | UAE Team Emirates XRG   | 61 h 31 min 56 s  |
| 2.               | Antonio Tiberi          | Italien                | Bahrain Victorious      | + 4 min 07 s      |
| 3.               | Giulio Pellizzari       | Italien                | Red Bull-Bora-Hansgrohe | + 4 min 36 s      |
| 4.               | Davide Piganzoli        | Italien                | Team Polti VisitMalta   | + 7 min 19 s      |
| 5.               | Max Poole               | Vereinigtes Königreich | Team Picnic-PostNL      | + 7 min 34 s      |
| 6.               | Juan Ayuso              | Spanien                | UAE Team Emirates XRG   | + 13 min 27 s     |
| 7.               | Embret Svestad-Bårdseng | Norwegen               | Arkéa-B&B Hotels        | + 23 min 09 s     |
| 8.               | Marco Frigo             | Italien                | Israel-Premier Tech     | + 41 min 55 s     |
| 9.               | Edoardo Zambanini       | Italien                | Bahrain Victorious      | + 52 min 01 s     |
| 10.              | Martin Tjøtta           | Norwegen               | Arkéa-B&B Hotels        | + 1 h 03 min 33 s |

| Mannschaftswertung | Mannschaftswertung         | Mannschaftswertung           | Mannschaftswertung |
| Team               | Team                       | Land                         | Zeit               |
| ------------------ | -------------------------- | ---------------------------- | ------------------ |
| 1.                 | UAE Team Emirates XRG      | Vereinigte Arabische Emirate | 184 h 38 min 55 s  |
| 2.                 | Bahrain-Victorious         | Bahrain                      | + 29 min 13 s      |
| 3.                 | XDS Astana Team            | Kasachstan                   | + 33 min 14 s      |
| 4.                 | Movistar Team              | Spanien                      | + 46 min 43 s      |
| 5.                 | Team Visma \| Lease a Bike | Niederlande                  | + 1 h 00 min 52 s  |
| 6.                 | Ineos Grenadiers           | Vereinigtes Königreich       | + 1 h 05 min 31 s  |
| 7.                 | Tudor Pro Cycling Team     | Schweiz                      | + 1 h 16 min 34 s  |
| 8.                 | Red Bull-BORA-hansgrohe    | Deutschland                  | + 1 h 27 min 44 s  |
| 9.                 | EF Education-EasyPost      | Vereinigte Staaten           | + 1 h 29 min 50 s  |
| 10.                | Team Picnic-PostNL         | Niederlande                  | + 1 h 44 min 32 s  |

## Ausgeschiedene Fahrer
- Paul Magnier (Soudal Quick-Step): wegen körperlicher Schonung nicht gestartet.[2][3]
- Milan Fretin (Cofidis): wegen körperlicher Schonung nicht gestartet.[2][3]
- Joshua Tarling (Ineos Grenadiers): wegen eines schweren Sturzes während der Etappe aufgegeben.[2][4]
- Alessio Martinelli (VF Group-Bardiani CSF-Faizanè): wegen eines schweren Sturzes während der Etappe aufgegeben.[2][5]
- Primož Roglič (Red Bull-Bora-hansgrohe): während der Etappe aufgegeben.[2]